# Rafał Rozmus
Rafał Rozmus (ur. 14 stycznia 1981 w Lublinie) – polski kompozytor, dyrygent, doktor muzykologii.
Absolwent Ogólnokształcącej Szkoły Muzycznej I i II stopnia im. K. Lipińskiego w Lublinie w klasie skrzypiec. Kompozycji uczył się pod kierunkiem Andrzeja Nikodemowicza, dyrygentury w klasie Zofii Bernatowicz. W 2012 roku uzyskał stopień naukowy doktora w dziedzinie muzykologii. Autor Liczbowej Metody Komponowania Muzyki Atonalnej (2002).
Tworzy muzykę autonomiczną oraz teatralną i filmową.

## Wybrane utwory
- Górą Ty (Golec uOrkiestra & Gromee i Bedoes, 2019)[1]
- Spring in Winter (2016)
- Laudate Dominum (2013)
- Chodzony na 13 instrumentów (2011)
- Introdukcja i polonez per cello (2010)
- Suita kolędowa (2008)
- Śpiewki lubelskie (2008)
- Gorzkie Żale (2006)
- Suita polska na orkiestrę symfoniczną (2005)
- Dwie kózki (2005)
- B-A-G-D-A-D 2003 (2003)
- Constructio III (2003)
- Sunday evening story (2002)
- Constructio I-II (2002)
- Druga symfonia (2001)
- Pasja według św. Łukasza (2000)

## Muzyka filmowa i teatralna
- 2019: "Z wnętrza" (reż. Cezary Grzesiuk, Krystian Kamiński, Tomasz Szwan)
- 2019: "Don Kichote" (reż. Szymon Kuśmider)
- 2019: "Wszystko dla Polski. Dzieje II inspektoratu AK" (reż. Rafał Kołodziejczyk, Magdalena Kołodziejczyk)
- 2018: "Niebieskie Chachary" (reż. Cezary Grzesiuk)
- 2018: "W oczach zachodu" (reż. Janusz Opryński)
- 2017: "Żubr Pompik" - serial (reż. Wiesław Zięba)
- 2017: "Błekitna Armia 1917-1919" (reż. Leszek Wiśniewski)
- 2017: "Babcia na jabłoni" (reż. Arkadiusz Klucznik) – muzyka, producent muzyczny
- 2017: "Św. Idiota" (reż. Janusz Opryński) – muzyka, producent muzyczny
- 2017: "Za kratą są zielone drzewa" (reż. Rafał Kołodziejczyk, Magdalena Kołodziejczyk) – muzyka, producent muzyczny
- 2017: "Wszystko dla Polski. Powstanie zamojskie 1942-1944" (reż. Rafał Kołodziejczyk, Magdalena Kołodziejczyk") – muzyka, producent muzyczny
- 2016: "The Cameraman" (reż. Edward Sedgwick, Buster Keaton) – muzyka, dyrygent
- 2016: "Anioł za lodówką" (reż. Daniel Arbaczewski) – muzyka
- 2016: "Łowcy miodu" (reż. Krystian Matysek) – muzyka
- 2016: "7 rzeczy, których nie wiecie o facetach" (reż. Kinga Lewińska) – orkiestracja, dyrygent
- 2016: "Punkt zero: Łaskawe" (reż. Janusz Opryński) – muzyka
- 2016: "Grzeczna" (reż. Aleksandra Konarska) – muzyka
- 2015: "Cztery życia Lidii Lwow" (reż. Rafał Mierzejewski) – muzyka
- 2015: "Lustra Leszka Mądzika" (reż. Natasza Ziółkowska-Kurczuk) – muzyka
- 2015: "Ćwiczenia stylistyczne" (reż. Maria Żynel) – muzyka
- 2015-2017: "Żubr Pompik" (reż. Wiesław Zięba) – muzyka
- 2015: "Czarodziejski flet Mozarta" (reż. Agnieszka Salamon) – muzyka
- 2014: "Szaleńcy" (reż. Leonard Buczkowski) – muzyka, dyrygent
- 2014: "Safety Last" (reż. Fred C. Newmeyer, Sam Taylor) – muzyka, dyrygent
- 2014: "Metr od Świętości" (reż. Przemysław Hauser, Cezary Grzesiuk) – muzyka
- 2013: "Lód" (reż. Janusz Opryński) – muzyka
- 2013: "Sunrise" (reż. Wilhelm Friedrich Murnau) – muzyka, dyrygent
- 2013: "Statkiem po trawie" (reż. Krystian Matysek) – muzyka
- 2012: "Cztery dni" (reż. Jan Borowiec) – muzyka
- 2012: "Chemia życia" (reż. Donatella Baglivo) – muzyka
- 2012: "Szerokie OKO" (reż. Cezary Grzesiuk) – muzyka
- 2012: "Biec w stronę Ty" (reż. Hanka Brulińska) – muzyka, dyrygent
- 2011: "Portier z hotelu Atlantic" (reż. Wilhelm Friedrich Murnau) – muzyka, dyrygent
- 2011: "Koncert Jubileuszowy" (reż. Aleksandra Korejwo) – muzyka, dyrygent
- 2010: "Pasterka i kominiarczyk" (reż. Daniel Arbaczewski) – muzyka
- 2010: "Das Eskimo Baby" (reż. Walter Schmidtchaessler) – muzyka, dyrygent
- 2009: "The iron horse" (reż. John Ford) – muzyka, dyrygent
- 2009: "Pruska kultura" - muzyka, dyrygent
- 2009: "Bartek zwycięzca" (reż. Edward Puchalski) – muzyka, dyrygent
- 2009: "Generał" (reż.Buster Keaton) – muzyka, dyrygent
- 2008: "Mogiła nieznanego żołnierza" (reż. Ryszard Ordyński) – muzyka, dyrygent
- 2007: "Trzy wieki" (reż. Buster Keaton, Eddie Klein) – muzyka, dyrygent
- 2007: "Nosferatu" (reż. Wilhelm Friedrich Murnau) – muzyka, dyrygent
- 2007: "La bambola vivente" (reż. Luigi Maggi) – muzyka, dyrygent
- 2006: "Tajemnice Watykanu" - serial (reż. Paweł Pitera, Krzysztof Talczewski) – muzyka, dyrygent
- 2006: "Variete" (1925) (reż. Ewald Andre Dupont) – muzyka, dyrygent
- 2005: "Tryptyk Rzymski" (reż. Marek Luzar) – muzyka, dyrygent
- 2004: "Dama Pikowa" (1916) (reż. Jakow Protazanow) – muzyka, dyrygent
- 2004: "Buster i milion krów" (1925) (reż. Buster Keaton) – muzyka, dyrygent
- 2004: "The Last Command" (1928) (reż. Josef von Sternberg) – muzyka, dyrygent
- 2003: "Ja , Orfeusz" (reż. Andrzej Bartnikowski) – muzyka
- 2003: "Wicher" (reż. Victor Seastrom) – muzyka, dyrygent
- 2003: "Sherlock junior" (1924) (reż. Buster Keaton) – muzyka, dyrygent